# Estadio Christian Benítez Betancourt
El Estadio Christian Benítez es un estadio multiusos. Está ubicado en la ciudad de Guayaquil, provincia de Guayas. Fue inaugurado el 20 de febrero de 2014. Es usado principalmente para la práctica del fútbol y tiene capacidad para 10 150 espectadores.

## Historia
Desempeña un importante papel en el fútbol local, ya que los clubes guayaquileños como el Guayaquil City Fútbol Club hacen de local en este escenario deportivo, ya sea para entrenamientos o partidos del campeonato nacional de fútbol, que participan en la Serie A de Ecuador.
El estadio es sede de distintos eventos deportivos a nivel local, ya que también es usado para los campeonatos escolares de fútbol que se desarrollan en la ciudad en las distintas categorías, también de los tradicionales torneos intercolegiales.
Está ubicado en el Parque Samanes de la ciudad de Guayaquil. El estadio tiene instalaciones modernas con camerinos para árbitros, equipos local y visitante, zona de calentamiento, cabinas de transmisión radial y televisiva, sala de prensa, y muchas más comodidades para los aficionados, totalmente moderno con una cancha con dimensiones reglamentarias.
El nombre de este recinto deportivo se debe a la memoria del destacado futbolista ecuatoriano fallecido en 2013 Christian Benítez. La construcción estuvo a cargo del Gobierno Nacional de la revolución ciudadana dirigido por expresidente Rafael Correa Delgado. 
El Estadio Christian Benítez es el primer estadio de Guayaquil sin mallas de seguridad en las tribunas. Además, el 31 de enero de 2015, fue la primera vez en la historia que un partido de Serie A se disputó en cancha sintética.

## Acreditación FIFA

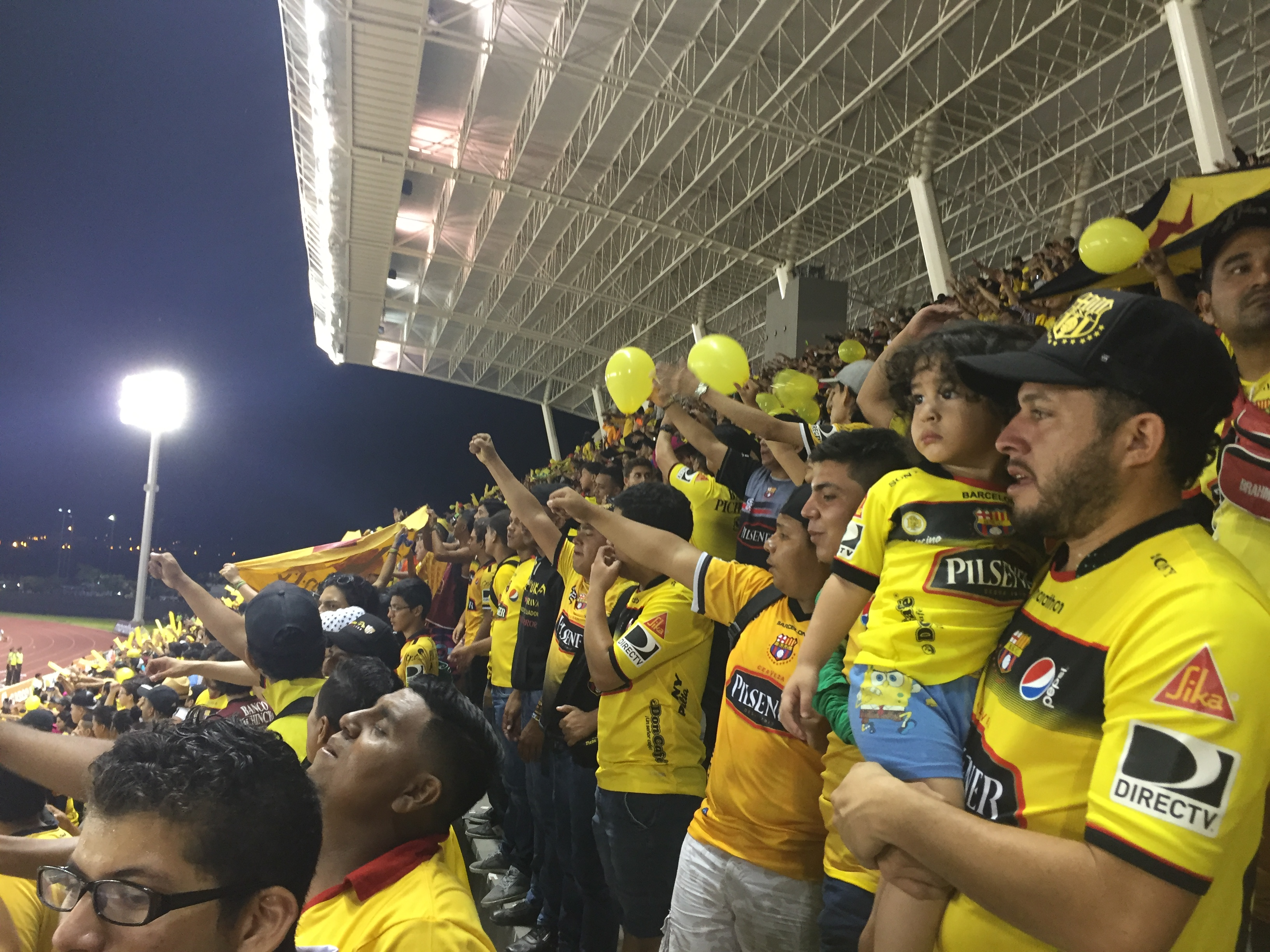
Hinchada de Barcelona SC en el Estadio Christian Benítez

El estadio Christian Benítez cuenta con el aval FIFA para que un equipo profesional pueda realizar sus partidos como local en torneos oficiales. La cancha contaba con un césped sintético de 60mm y tras las respectivas pruebas internacionales acreditadas por la FIFA, recibió la certificación FIFA con 2 estrellas. A partir de junio de 2018 los encuentros se disputan en césped natural. Esto permite que en el estadio se realicen partidos de la Serie A y Serie B, y partidos de torneos a nivel internacional.

## Primer partido de fútbol en el Estadio Christian Benítez
El estadio se inauguró el 20 de febrero de 2014 con un partido amistoso entre exfutbolistas de Barcelona y Emelec.
El partido lo empezó ganando Barcelona con gol de Ermen Benítez, siendo el padre de Christian Benítez quien anotó el primer gol en el estadio que lleva su nombre. Emelec empató con gol de Juan Triviño y ganó 2-1 en los penales, teniendo como figura al arquero Jacinto Espinoza.
| 20 de febrero de 2014 | Exjugadores de Emelec | 1:1 (2:1 p.) | Exjugadores de Barcelona | Estadio Christian Benítez Betancourt, Guayaquil |  |
|                       | Juan Triviño          |              | Ermen Benítez            |                                                 |  |